# Andrij Chływniuk

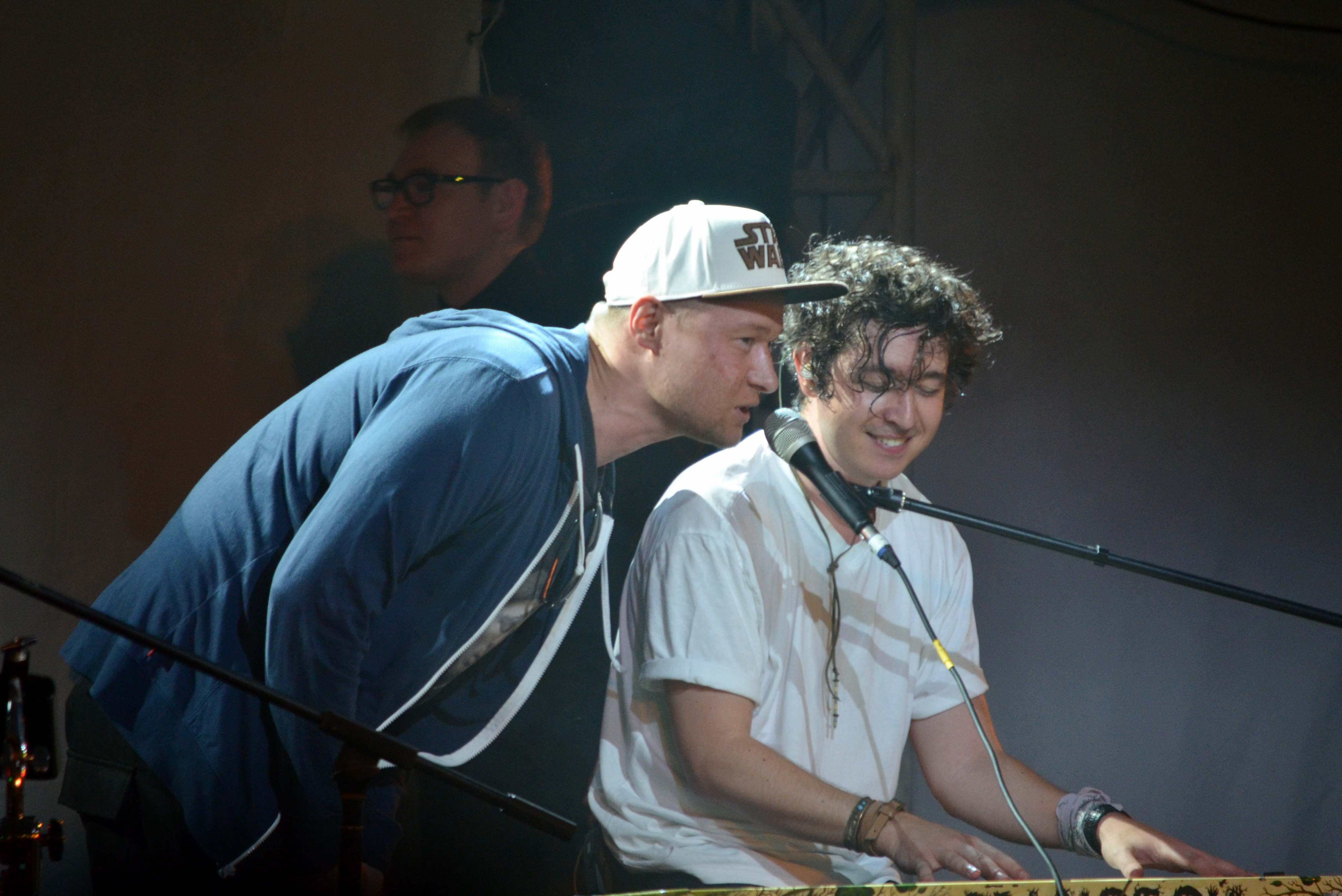
Andrij Chływniuk z Dmytrem Szurowem na koncercie Pianoboy w Zielonym Teatrze (Kijów 2014)

Andrij Wołodymyrowycz Chływniuk (ukr. Андрій Володимирович Хливнюк; ur. 31 grudnia 1979 w Czerkasach) – ukraiński muzyk, wokalista i autor tekstów grupy Boombox.

## Życiorys
Urodził się 31 grudnia 1979 w Czerkasach w Ukraińskiej SRR. Uczył się w szkole muzycznej w klasie akordeonu w Gimnazjum Miejskim nr 1. Ukończył studia na Czerkaskim Uniwersytecie Narodowym.
W 2001 jego grupa wygrała festiwal „Perła sezonu”, a muzycy przenieśli się do Kijowa. W stolicy zainteresował się jazzem i swingiem, śpiewał z Acoustic Swing Band. Później z członków trzech grup – Acoustic Swing Band, Dust Mix i Tartak – powstała grupa Graphite, w której był wokalistą.
W 2004 wraz z gitarzystą zespołu „Tartak”, Andrijem „Muchą” Samojło, zorganizował funky groove group Boombox, która zdobyła dużą popularność na Ukrainie i w Rosji. W kwietniu 2005 nagrano pierwszy album Melomania. W 2006 ukazała się druga płyta Family Business, która uzyskała status złotej na Ukrainie (obecnie sprzedano jej ponad 100 tysięcy egzemplarzy).
Był producentem dźwięku albumu ukraińskiej piosenkarki Nadine, z którą w 2007 wykonał w duecie własną piosenkę „I Don’t Know”, a następnie nakręcił wideo. Duet otrzymał nagrodę „Najbardziej nieoczekiwany projekt roku” według portalu E-motion.
Latem 2007 kompozycja „Watchmen” trafiła na antenę rosyjskich stacji radiowych, a jesienią kompozycja „ta4to” trafiła do rotacji moskiewskich stacji radiowych. Z czasem BoomBoxem zainteresowały się rosyjskie firmy nagraniowe i podpisano kontrakt z Monolith na wydanie w Rosji albumów Melomania i Family Business, które ukazały się 10 czerwca 2008. W sierpniu 2009 Chływniuk wraz z Jewhenem Koszowym i Potapem podłożyli głos we francuskim thrillerze parkourowym 13 Dzielnica – Ultimatum (Andrij jako policjant Damien).
W grudniu 2009 grupa wydała wspólny album z kijowskim DJ Tonique. 24 czerwca 2010 w Kijowie odbyła się prezentacja albumu „All Inclusive”. Pod koniec 2011 ukazał się album „Serednij Wik”.

### Rosyjska inwazja na Ukrainę w 2022
W 2022, po rosyjskiej inwazji na Ukrainę, wstąpił do ukraińskiej obrony terytorialnej. W tym czasie w sieci pojawiło się wideo, gdzie w mundurze, uzbrojony w karabinek AK-74, przed Soborem Mądrości Bożej w Kijowie śpiewał ukraińską piosenkę ludową „Tam na łące czerwona kalina” (ukr. Ой у лузі червона калина), która szybko rozeszła się w sieciach społecznościowych. Następnie południowoafrykański muzyk The Kiffness także wsparł naród ukraiński w wojnie z armią rosyjską, nagrywając remiks tej piosenki. W marcu 2022 David Gilmour wykorzystał nagranie a cappella Chływniuka jako utwór wokalny na singlu zespołu Pink Floyd „Hey, Hey, Rise Up!”, który opublikowano 8 kwietnia 2022, a dochód z jego sprzedaży przeznaczono na wsparcie Ukrainy.
26 marca jednostka Chływniuka znalazła się pod ostrzałem moździerzowym, tracąc dwa pickupy, a on sam został ranny w twarz.
Z obrony terytorialnej przeszedł do służby w Policji Narodowej Ukrainy.

## Nagrody i odznaczenia
Został zdobywcą nagrody muzycznej Yuna w 2012 i 2013 jako „Najlepszy autor tekstów”.
W 2022 został odznaczony Orderem „Za odwagę” III klasy.

## Życie prywatne
W 2010 poinformował, że ożenił się z Anną Kopyłową, dziennikarką, córką Wadima Kopyłowa, ówczesnego wiceministra finansów Ukrainy. Mają syna Iwana (ur. 2010) i córkę Aleksandrę (ur. 2013). W 2020 rozwiedli się.

## Telewizja
Latem 2015 został jednym z jurorów szóstego sezonu konkursu wokalnego X Factor na ukraińskim kanale telewizyjnym STB, zastępując Iwana Dorna.